# Корчагино (озеро)
Корчагино (каз. Корчагин көлі) — озеро в Костанайском районе Костанайской области Казахстана. Находится в 9 км к северо-востоку от посёлка Озёрное.
По данным топографической съёмки 1943 года, площадь поверхности озера составляет 1,15 км². Наибольшая длина озера — 2,2 км, наибольшая ширина — 0,7 км. Длина береговой линии составляет 6 км, развитие береговой линии — 1,57. Озеро расположено на высоте 178,8 м над уровнем моря.